# Ábel z Remeše
Ábel z Remeše († 751) byl arcibiskup v Remeši, benediktin a misionář.

## Život
Pravděpodobně se narodil v Irsku, stal se knězem a později doprovázel svatého Bonifáce na jeho misiích po Evropě. Papež sv. Zachariáš jej chtěl jmenovat remešským arcibiskupem, jeho nominace byla roku 744 ratifikována Soissonským koncilem. Avšak uzurpátor jménem Milo se odmítl vzdát biskupské stolice. V pokročilém věku Ábel odešel do opatství v Lobbes, kde se stal opatem. Zemřel asi roku 751 v pověsti svatosti.